# Sue Ellspermann
Sue Ellspermann, född 29 april 1960 i Ferdinand i Indiana, är en amerikansk republikansk politiker. Hon var Indianas viceguvernör 2013–2016.
Ellspermann blev 2010 invald i Indianas representanthus. Två år senare valdes hon till viceguvernör.